# Lijst van voetbalinterlands Angola - Mauritius (vrouwen)
Deze lijst van voetbalinterlands is een overzicht van alle officiële voetbalinterlands tussen de nationale vrouwenteams van Angola en Mauritius. De landen hebben tot nu toe één keer tegen elkaar gespeeld. 

## Wedstrijden
| № | Plaats         | Datum            | Competitie              | Wedstrijd          | Uitslag |
| - | -------------- | ---------------- | ----------------------- | ------------------ | ------- |
| 1 | Port Elizabeth | 6 september 2022 | COSAFA Women's Cup 2022 | Mauritius − Angola | 0 − 3   |

## Samenvatting
| Competitie         | Totaal gespeeld | Winst Angola | Gelijk | Winst Mauritius | Doelsaldo Angola – Mauritius |
| ------------------ | --------------- | ------------ | ------ | --------------- | ---------------------------- |
| COSAFA Women's Cup | 1               | 1            | 0      | 0               | 3 − 0                        |
| Totaal             | 1               | 1            | 0      | 0               | 3 − 0                        |